# Plantago phaeostoma
Plantago phaeostoma är en grobladsväxtart som beskrevs av Pierre Edmond Boissier och Heldr.. Plantago phaeostoma ingår i släktet kämpar, och familjen grobladsväxter. Inga underarter finns listade i Catalogue of Life.